# Вудинвил (Вашингтон)
Вудинвил (енгл. Woodinville) град је у америчкој савезној држави Вашингтон. По попису становништва из 2010. у њему је живело 10.938 становника.

## Демографија
Према попису становништва из 2010. у граду је живело 10.938 становника, што је 1.744 (19,0%) становника више него 2000. године.
| Група             | 2000.         | 2010.         |
| Белци             | 7.458 (81,1%) | 8.308 (76,0%) |
| Афроамериканци    | 84 (0,9%)     | 158 (1,4%)    |
| Азијати           | 674 (7,3%)    | 1.230 (11,2%) |
| Хиспаноамериканци | 658 (7,2%)    | 801 (7,3%)    |
| Укупно            | 9.194         | 10.938        |